# Ciklidi
Ciklidi (lat. Cichlidae) su porodica riba iz reda Perciformes. Ciklidi su traditionalno klasifikovani kao podred, Labroidei, zajedno sa grgečima (Labridae), i drugim Perciformes ali molekularne studije su protivrečile ovom grupisanju. Ova porodica broji oko 1.300 opisanih vrsta, a pretpostavlja se da se ukupan broj vrsta kreće oko 2.000.
Veličina riba iz porodice Cichlidae varira od 2,5 cm (ženka Neolamprologus multifasciatus) do 1 m (Boulengerochromis i Cichla). Iako se radi o velikoj porodici, većina vrsta ciklida ima sličan oblik tela (nalik na grgeče), a izuzeci su na primer Altolamprologus, Pterophyllum, i Symphysodon.
U porodici Cichlidae se nalazi veliki broj ugroženih vrsta, od čega najviše u Haplochromine grupi iz jezera Viktorija.

## Vrste
- -{Tilapia cessiana 	Thys van den Audenaerde, 1968

## Literatura
- Stiassny, M.; G. G. Teugels; C. D. Hopkins (2007). The Fresh and Brackish Water Fishes of Lower Guinea, West-Central Africa - Vol. 2. Musée Royal de l'Afrique Centrale. стр. 269. ISBN 9789074752213.
- „Cichlidae”. Integrated Taxonomic Information System.: National Museum of Natural History, Washington, D.C., 2004-05-11).
- Sany, R. H. (2012). Taxonomy of Cichlids and Angel. (Web publication).

## Spoljašnje veze
- Ciklidi на веб-сајту  (језик: енглески)
- „Cichlid”.  (на језику: енглески). 6 (11 изд.). 1911. стр. 360.